# ギ・ルクリュイーズ
ギ・ルクリュイーズ（Guy Lecluyse, 1962年6月2日 - ）は、フランス出身の俳優である。

## 出演作品

### 映画
- あるいは裏切りという名の犬（グロリュック）